# مريخي

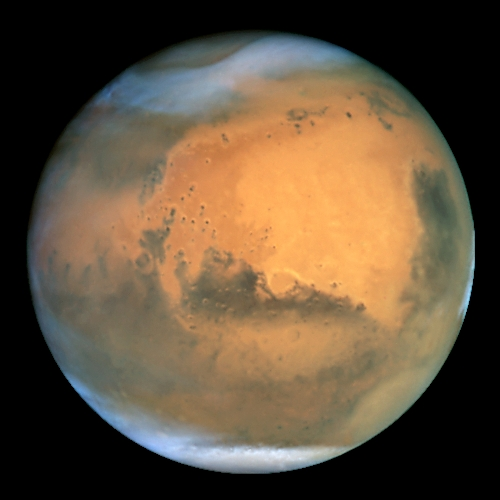
صورة لكوكب المريخ ملتقطة بواسطة مرصد هابل الفضائي في 26 يونيو 2001.

مريخي (بالإنجليزية: Martian)‏ هو مصطلح عام يشير إلى عدة أنواع من المخلوقات الخيالية التي من المفترض أن تعيش على المريخ. وفقا لثقافة الشعبية فأن المريخي مخلوقات غامضة ومثيرة للاشمئزاز، رقيقة، مع رأس كبير وعيون منتفخة، وغالبا ماتكون شريرة تجاه البشر.

## في السينما
- هجوم المريخ! صدر في 1996 من إخراج تيم برتون.

## مزيد من القراءة
- James، Edward؛ Mendlesohn، Farah، المحررون (2003). The Cambridge Companion to Science Fiction. Cambridge: مطبعة جامعة كامبريدج. ISBN:9780521016575. OCLC:57417367.
- Shohat، Ella؛ Stam، Robert (1994). Unthinking Eurocentrism: Multiculturalism and the Media. London: روتليدج. ISBN:9780415063241. OCLC:29477921.